# Almas (dinosaure)
Almas ukhaa
Genre
Espèce
Almas est un genre fossile de petits dinosaures théropodes de la famille des Troodontidae. Selon Paleobiology Database en 2022, ce genre est resté monotypique et sa seule espèce et espèce type est Almas ukhaa.

## Présentation
Almas ukhaa a vécu en Mongolie au Campanien supérieur (Crétacé supérieur). Il a été découvert dans la formation de Djadokhta, datée d'entre 75 à 72 Ma (millions d'années),.
L'espèce type et seule espèce du genre, Almas ukhaas, a été nommée par Pei Rui, Mark Norell, Daniel Barta, Gabriel Bever, Michael Pittman et Xu Xing en 2017. Elle n'est connue que par un seul spécimen, un squelette partiel en connexion anatomique, découvert en 1993 dans la partie nord-ouest du désert de Gobi près du site d'Ukhaa Tolgod (Flaming Cliffs).

## Étymologie
Le nom de genre Almas fait référence à une mystérieuse créature sauvage humanoïde du folklore mongol nommée Almasty. 
Le nom spécifique ukhaa rappelle la provenance du fossile.

## Découverte et historique
En 1993, une expédition conjointe du musée américain d'histoire naturelle  et de l'académie des sciences de Mongolie découvre un squelette de petit théropode à museau court dans la région riche en fossiles de vertébrés des Flaming Cliffs du désert de Gobi. Le fossile est préparé mais non décrit formellement bien que ses caractéristiques aient été parfois été insérées dans des matrices de données dans le cadre d'analyses phylogénétiques.
Ce n'est qu'en 2017 que l'espèce type Almas ukhaa est décrite et nommée par Pei Rui et ses collègues.
L'holotype, IGM 100/1323, est représenté par un squelette partiel et un crâne. Le crâne, mieux conservé, est détaché du reste du corps. Certaines parties de la calotte crânienne et de la mandibule ont été trouvées déconnectées de la tête. Le squelette post-crânien est composé de trois vertèbres sacrées, onze vertèbres caudales antérieures, des côtes ventrales, des parties du bassin et des pattes arrière (sans orteils). C'est un animal sud-adulte. Des coquilles d’œufs fossiles ont été trouvées près du squelette, elles appartiennent à la famille d’œufs fossiles (oofamille) des Prismatoolithidae (famille d’œufs fossiles). Ce type d'œuf à surface lisse a été précédemment attribué à des dinosaures Troodontidae.

## Description
Le crâne est de forme globalement triangulaire en vue latérale, son profil rappelle celui des Paraves comme Archaeopteryx, Anchiornis, Sinovenator, Zanabazar, etc.
Sa longueur est de 8,2 centimètres pour une hauteur de 3,5 centimètres.
Quatre dents prémaxillaires sont présentes de chaque côté, avec des couronnes en forme de pointe de lance, légèrement recourbées vers l'arrière. Dix-sept dents maxillaires très serrées sont implantées de chaque côté, leur nombre est similaire à celui d'autres Troodontidae comme Sinovenator, Zanabazar  et Saurornithoides. Les dents maxillaires les plus antérieures sont légèrement plus petites que celles qui viennent ensuite, ce qui est typique de la plupart des autres Deinonychosauria.